# Cryptolepis capensis
Cryptolepis capensis är en oleanderväxtart som beskrevs av Rudolf Schlechter. Cryptolepis capensis ingår i släktet Cryptolepis och familjen oleanderväxter. Inga underarter finns listade i Catalogue of Life.